# Balla Kéita
Ne doit pas être confondu avec Balla Keïta.
Balla Kéita est un homme politique de Côte d'Ivoire, né le 28 juillet 1938 à Korhogo, au nord du pays et mort le 1er août 2002 à Ouagadougou au Burkina Faso. Il est docteur d'État ès sciences vétérinaires.

## Famille
Il a un frère cadet, Abou Kéita, et une sœur cadette, Awa.
Il est marié à Marie-Thérèse Bocoum (en), fille d’un compagnon de lutte du président Houphouët-Boigny, Amadou Bocoum, et filleule du chef de l'État.

## Biographie
Balla Kéita a commencé sa formation à l'école coranique avant de fréquenter l'école primaire publique de Korhogo. Il poursuit ses études au Cours Normal de Bouaké et l'École Normale de Bouaké de 1948 à 1958.  Il est également titulaire du baccalauréat de Mathématiques élémentaires obtenu à Paris. Après le secondaire, il poursuit ses études à la Faculté de médecine vétérinaire à l'Université Justus Liebig de Giesen, en Allemagne, en 1965. En 1973, il obtient son diplôme de doctorat. 
Il retourne en Côte d'Ivoire et exerce la fonction de chef d'inspection vétérinaire, respectivement à Odienné, Séguéla et Touba de 1973 à 1974.  
Dans les années 1980, il occupe les postes de ministre de l’Enseignement supérieur et de la recherche scientifique, ministre de l’Enseignement primaire, de l’Enseignement secondaire dans divers gouvernements de Félix Houphouët-Boigny. Il tombe en disgrâce en 1989. 
Il devient le conseiller spécial du général Robert Guéi après que celui-ci eut renversé, le 24 décembre 1999, le président Bédié
Il fuit la Côte d’Ivoire à la suite des violentes manifestations d’octobre 2000, consécutives à la contestation de l’élection présidentielle du 22 octobre 2000, dans lesquelles il manque de perdre la vie. Il s'installe au Burkina Faso quelques mois plus tard, en mars 2001 où il bénéfice du statut de réfugié politique. L'ancien ministre ivoirien est hébergé dans une villa officielle des hôtes de l’État dans le quartier résidentiel de la Zone du bois et dispose d’une garde installée devant sa maison. 
En mai 2002, il devient le secrétaire général de l’Union pour la démocratie et la paix en Côte d'Ivoire (UDPCI), parti politique fondé par le général Robert Gueï. 
Il est assassiné le 1er août 2002, un mois avant le déclenchement de la guerre civile, dans des conditions non élucidées

## Assassinat
Balla Kéita est retrouvé mort poignardé dans la nuit du 1er au 2 août dans sa villa. On découvre une note probablement rédigée par une femme et laissant penser à une vengeance passionnelle.
Toutefois, l'enquête s'oriente rapidement sur un montage pour déguiser un crime politique.

## Divers
Diverses tentatives d'escroquerie circulent sur Internet, de la part de personnes se prétendant « épouse légitime » ou autre parent de Balla Keita, et cherchant soi-disant à entrer en possession de la fortune qu'il leur aurait léguée.